# Carex ericetorum
Carex ericetorum Pollich es una especie de planta herbácea perenne de la familia Cyperaceae.

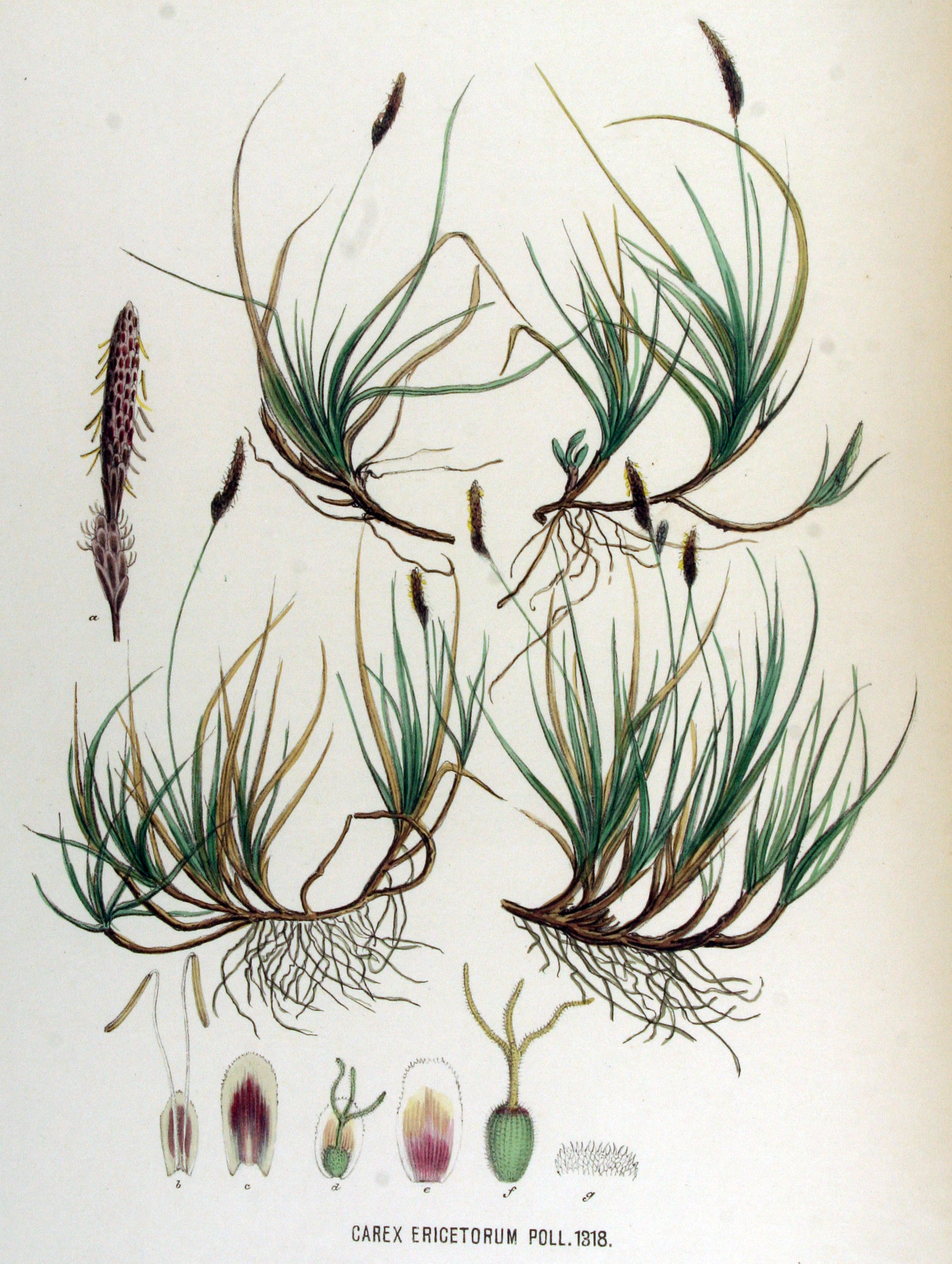
Ilustración

## Hábitat
Es nativa de Eurasia y que crecen en suelos arenosos en los bosques de pinos.

## Descripción
Tiene rizoma de entrenudos largos y ± gruesos, a veces laxamente cespitoso. Tallos de (8)10-25(32) cm, obtusamente trígonos, lisos, rectos o un poco curvados. Hojas de 2-3,8 mm de anchura, de menor longitud que los tallos, ásperas en los bordes de casi toda su longitud, planas; lígula diminuta, truncada; sin antelígula; vainas basales con limbo desarrollado, enteras o algo fibrosas, de color pardo. Bráctea inferior glumácea o cortamente setácea, de menor longitud que la inflorescencia, no envainante. Espiga masculina solitaria, de (6)9-14(16) mm, oblonga o anchamente fusiforme; espigas femeninas 1-2(3), de 5-16 mm, ovoides, densifloras, aproximadas junto a la masculina, sésiles o cortamente pedunculadas, en ocasiones la inferior subbasilar con pedúnculo largo, erectas. Glumas masculinas ovales, obtusas o de ápice redondeado, de color pardo-púrpura o pardo-rojizo obscuro, con margen escarioso muy ancho; glumas femeninas ovales, de ápice subagudo, obtuso o redondeado, de color pardo-púrpura o pardo-rojizo obscuro, con margen escarioso muy ancho, de longitud igual o mayor que los utrículos. Estigmas 3. Utrículos 2-2,6 × 1-1,3 mm, suberectos, de contorno obovado, trígonos, con los nervios no resaltados, con denso tomento corto, verdosos en la parte inferior y de color pardo-púrpura obscuro en la superior, ligeramente estipitados, gradualmente atenuados en un pico hasta de 0,3 mm, de ápice truncado. Aquenios 1,6-1,8 × 0,9-1,1 mm, de contorno generalmente obovado, trígonos, verdosos o parduscos. Tiene un número de cromosomas de  2n = 30*, 32*.

## Taxonomía
Carex ericetorum fue descrita por  Johann Adam Pollich y publicado en Historia Plantarum in Palatinatu Electoralis 2: 580. 1777.
Etimología
Ver: Carex
Sinonimia
- Carex approximata All.
- Carex approximata forma interrupta (Peterm.) Soó
- Carex approximata forma ramosa (Asch. & Graebn.) Soó
- Carex brachyphylla Turcz.
- Carex ciliata Willd.
- Carex ericetorum var. alpicola Schur
- Carex ericetorum var. approximata (All.) Nyman
- Carex ericetorum subsp. baicalensis Gorodkov ex V.I.Krecz.
- Carex ericetorum forma elongata Kük.
- Carex ericetorum var. membranacea W.D.J.Koch
- Carex ericetorum forma nigra Hülsen ex Asch. & Graebn.
- Carex ericetorum forma pallescens Kneuck.
- Carex ericetorum var. strictifolia Krylov
- Carex ericetorum forma tenella Grutt.
- Carex hostiana var. froedinii Fagerstr.
- Carex membranacea Hoppe
- Carex paradoxa forma interrupta Peterm.
- Carex paradoxa forma ramosa Asch. & Graebn.
- Caricina approximata (All.) St.-Lag.[3][4][5]